# Hermín Negrón Santana
Hermín Negrón Santana (* 10. November 1937 in Naranjito; † 10. März 2012 in Caparra Heights, Guaynabo) war ein puerto-ricanischer Geistlicher und römisch-katholischer Weihbischof in San Juan de Puerto Rico.

## Leben
Hermín Negrón Santana, aus einer Familie mit 12 Kindern stammend, trat nach dem Besuch der Academia Santa Teresita in das Diözesanseminar ein. Er empfing am 30. Mai 1969 die Priesterweihe von Luis Kardinal Aponte Martínez.
Papst Johannes Paul II. ernannte ihn am 30. Juni 1981 zum Titularbischof von Gegi und zum Weihbischof im Erzbistum San Juan de Puerto Rico. Die Bischofsweihe spendete ihm der Erzbischof von San Juan de Puerto Rico, Luis Kardinal Aponte Martínez, am 7. September 1981; Mitkonsekratoren waren Enrique Manuel Hernández Rivera, Bischof von Caguas, und Rafael Grovas Felix, Altbischof von Caguas. Er war langjähriger Sekretär und Ökonom in der puerto-ricanischen Bischofskonferenz.